# Hartford (U-Boot)
Die USS Hartford (SSN-768) ist ein Atom-U-Boot der United States Navy und gehört der Los-Angeles-Klasse an.

## Technik
Als Einheit der Los-Angeles-Klasse ist die 110 Meter lange und 10 Meter breite Hartford in der Lage, unter Wasser Geschwindigkeiten von über 30 Knoten zu erreichen. Sie wird angetrieben von einer einzelnen, siebenblättrigen Schraube; über eine Welle wirken rund 35.000 PS, die von einem Druckwasserreaktor erbracht werden.
Die Hartford gehört zum Flight III, also der dritten Modifikationsstufe der Los-Angeles-Klasse. Daher befinden sich die Tiefenruder nicht mehr am Turm, wie bei früheren Booten der Klasse, sondern direkt vor dem Turm am Rumpf und sind einziehbar, um das Auftauchen durch Oberflächeneis hindurch zu erleichtern.
Das Boot besitzt vier Bugtorpedorohre, durch die Mark-48-Schwergewichtstorpedos, aber auch Flugkörper der Modelle UGM-84 Harpoon und UGM-109F Tomahawk sowie Minen ausgestoßen werden können. Außerdem liegen vor dem Turm zwölf vertikale Abschussrohre für Tomahawk-Marschflugkörper, die allerdings während der Fahrt nicht nachgeladen werden können.

## Geschichte
Die Hartford wurde am 4. Dezember 1993 auf der Werft von Electric Boat vom Stapel gelassen. Sie wurde von der Ehefrau von Sean O’Keefe nach der Stadt Hartford in Connecticut getauft. Die Indienststellung bei der United States Navy erfolgte am 10. Dezember 1994, ihr erster Kommandant war Commander George Kasten.
2000 und 2001 verlegte die Hartford jeweils in den Atlantik und lief später ins Mittelmeer respektive in den Persischen Golf ein.
Im Oktober 2003 lief die Hartford Richtung Mittelmeer aus, am 20. Oktober erreichte sie die Marinebasis in La Maddalena auf Sardinien. Dort legte sie am U-Boot-Tender Emory S. Land an, wo sie außenbords neben der Springfield lag. Die Leistung der Crew während der Anfahrt wurde mit average (dt.: mittelmäßig) bewertet, es wurden mehrere Fehler in der Navigation festgestellt.

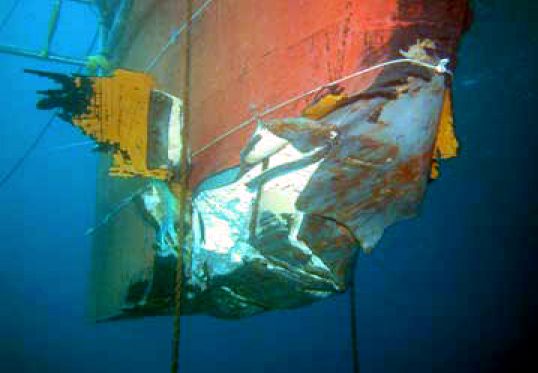
Schaden am Ruder

Am 24. Oktober sollte die Hartford den Hafen verlassen, da es jedoch Probleme mit ihrem Sonar gab, wurde die vorgesehene Patrouille verschoben. Einen Tag später verließ die Springfield den Hafen und legte vom Tender ab, die Miami sollte ihren Platz einnehmen, da sie Reparaturen benötigte, für die die innere Liegestelle benötigt wurde. Für das Manöver sollte die Hartford den Hafen verlassen.
Während des Verlassens des Hafens fielen mehrere Geräte aus, unter anderem der Ringlaser, der als Kreiselinstrument dient und die elektronischen Navigationsplotter. Kurze Zeit später wurde ein Wegpunkt, der für die Navigation im engen Kanal wichtig ist, falsch in das Global Positioning System eingegeben. Der Kommandant auf der Brücke bekam nichts von der fehlerhaften Position mit und signalisierte dem Schlepper, die Hartford könne nun allein weiterfahren. Als die Lotsen auf dem Schiff feststellten, dass der notwendige Kurswechsel nach Norden nicht erfolgte, versuchten sie, die Hartford per Funk und kurze Zeit später auch per Handy zu erreichen, jedoch ohne Erfolg. So kam es mit ca. zehn Knoten zu einer harten Grundberührung. Damit die Hartford sich nicht festfuhr befahl der Kommandant höhere Geschwindigkeit; nach zwei weiteren Grundberührungen, wovon die letzte das Boot 10 bis 12° rollte und aus dem Wasser hob, kam sie letztendlich frei.
Taucher des Tenders untersuchten am 26. Oktober die Hülle der Hartford und fanden mehrere Stellen, die bis aufs Metall angekratzt waren. Außerdem wurden an drei Stellen Hydrophone beschädigt. Die schlimmsten Schäden wurden jedoch am Ruder festgestellt, von dem ganze Teile abgerissen worden waren. Nach ersten Reparaturen fuhr das Schiff unter eigener Kraft zurück nach Norfolk, wo sie zwei Monate im Trockendock der Norfolk Naval Shipyard verbrachte. In der italienischen Presse gab es daraufhin Befürchtungen, es könne Radioaktivität ausgetreten sein, besonders, da der Vorfall erst Mitte November öffentlich wurde. Dies bestätigte sich allerdings nicht. Der Kommandant und der Commodore des Geschwaders wurden von ihrem Kommando entbunden, sechs Crewmitglieder verwarnt.

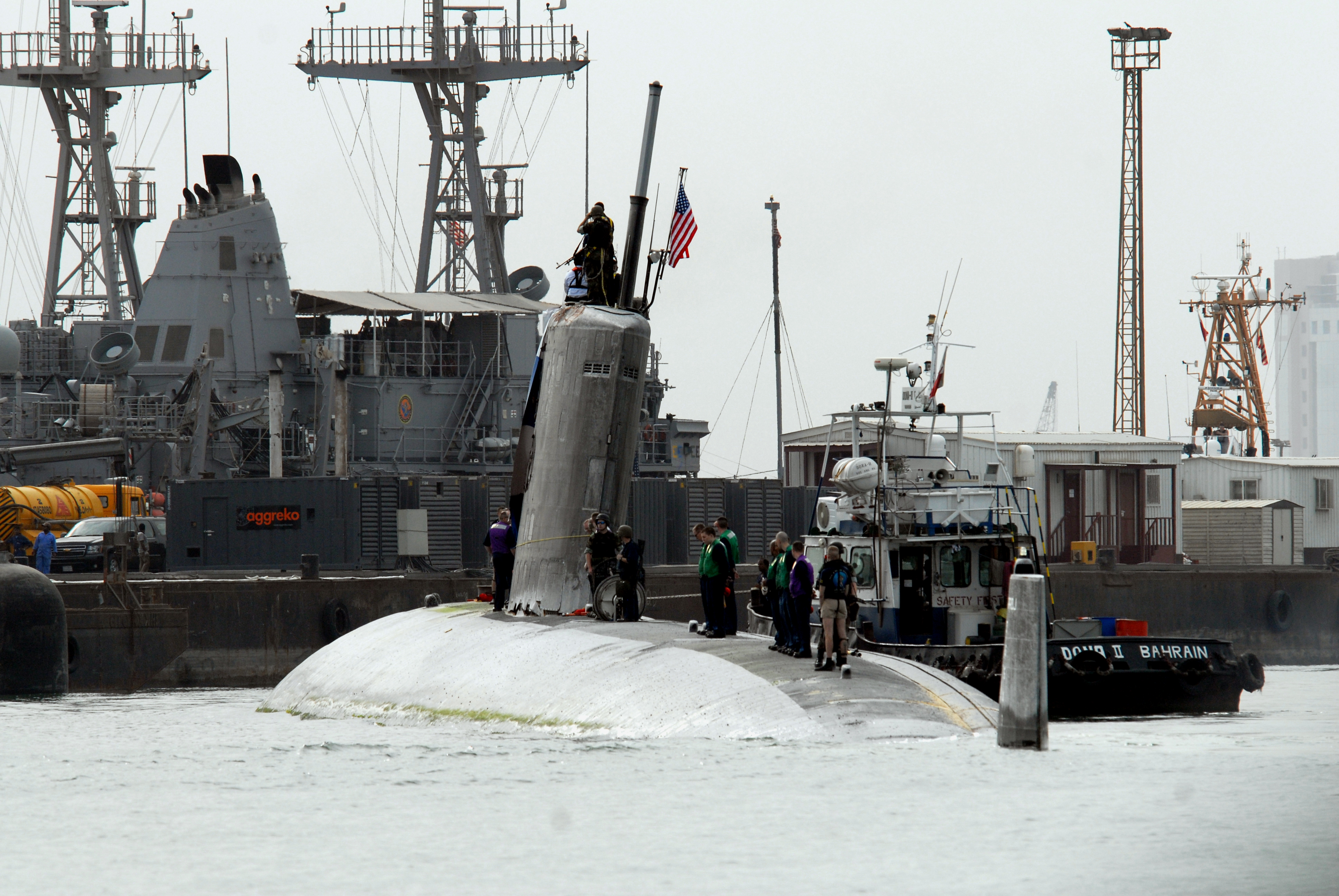
Hartford mit sichtbar beschädigtem Turm nach der Kollision

2007 wurde die Hartford modernisiert, 2008 verlegte die Hartford an der Seite der Iwo Jima, 2009 dann mit der Boxer in den Persischen Golf. Während dieser Fahrt kollidierte die Hartford in geringer Tiefe tauchend am 20. März 2009 in der Straße von Hormus mit der New Orleans. 15 Besatzungsmitglieder der Hartford wurden leicht verletzt. Die Hartford wurde am Turm und einem Tiefenruder beschädigt und konnte mit eigener Kraft, aber an der Oberfläche, weiterfahren. Bei der New Orleans wurden drei Sektionen geflutet und ein Dieseltank aufgerissen, rund 95.000 Liter Kraftstoff strömten ins Meer. Beide Schiffe liefen zur Untersuchung der Schäden den Hafen Mina Salman in Bahrain an. Rund vier Wochen später wurde der Kommandant der Hartford seines Kommandos entbunden, später auch der Chief of the Boat. In einem Untersuchungsbericht prangert die US Navy mehrere Fehler und Verstöße der Mannschaft an. So dösten mehrere Seeleute regelmäßig während ihrer Wache, zwei davon hatten während der Kollision Wachdienst. Im Funkraum wurden Lautsprecher zum Musikhören zweckentfremdet.
Ende April begann das U-Boot nach ersten Reparaturen unter eigener Kraft und an der Wasseroberfläche den Transit zurück in die Vereinigten Staaten. Einen Monat später erreichte die Hartford die US-Küste, wo sie bei Electric Boat eingedockt und komplett wiederhergestellt wird. Die Kosten dafür liegen bei über 100 Millionen Dollar.